# Istituto tecnico
L'istituto tecnico è un percorso scolastico superiore italiano al quale lo studente può iscriversi dopo aver conseguito il diploma di scuola secondaria di primo grado.

## Ordinamento attuale
Gli istituti tecnici hanno una durata di cinque anni, suddivisa in un biennio comune (primo e secondo anno) e un triennio specialistico, a sua volta suddiviso in un secondo biennio e in un quinto anno. Il diploma rilasciato al termine del percorso di studi consente l'iscrizione all'università, alle istituzioni AFAM e agli ITS. In base alla scuola e alle discipline verso cui l'insegnamento è orientato, l'istituto tecnico riprende caratteristiche proprie dei licei e delle scuole professionali: la teoria viene integrata - laddove possibile - con la pratica, tramite, per esempio, l'esperienza di tirocinio.
La riforma Gelmini del 2008 ha individuato due categorie per gli istituti tecnici, suddivisi in più indirizzi specialistici. Nel dettaglio:
- l'istituto tecnico economico: presenta insegnamenti orientati allo studio dell'economia aziendale, del diritto, dell'informatica e delle lingue per il turismo.[5]
- l'istituto tecnico tecnologico: concerne una pluralità di aree tra cui la meccanica, la logistica, la chimica, la biologia, l'informatica, l'edilizia, le scienze agrarie, l'elettrotecnica.[6]

### Indirizzi di studio e quadri orario

#### Istituto tecnico economico
Per approfondire il quadro orario, si veda la pagina relativa agli istituti tecnici economici.
| Discipline                                              | I biennio | I biennio | II biennio | II biennio |        |
| Discipline                                              | I anno    | II anno   | III anno   | IV anno    | V anno |
| ------------------------------------------------------- | --------- | --------- | ---------- | ---------- | ------ |
| Lingua e letteratura italiana                           | 4         | 4         | 4          | 4          | 4      |
| Lingua inglese                                          | 3         | 3         | 3          | 3          | 3      |
| Seconda lingua comunitaria                              | 3         | 3         | –          | –          | –      |
| Storia                                                  | 2         | 2         | 2          | 2          | 2      |
| Geografia                                               | 3         | 3         | –          | –          | –      |
| Matematica                                              | 4         | 4         | 3          | 3          | 3      |
| Informatica                                             | 2         | 2         | –          | –          | –      |
| Diritto ed economia                                     | 2         | 2         | –          | –          | –      |
| Economia aziendale                                      | 2         | 2         | –          | –          | –      |
| Scienze integrate (scienze della terra e biologia)      | 2         | 2         | –          | –          | –      |
| Scienze integrate (fisica)                              | 2         | –         | –          | –          | –      |
| Scienze integrate (chimica)                             | –         | 2         | –          | –          | –      |
| Scienze motorie e sportive                              | 2         | 2         | 2          | 2          | 2      |
| Religione cattolica o attività alternative              | 1         | 1         | 1          | 1          | 1      |
| Insegnamenti di indirizzo dipendenti dall'articolazione | –         | –         | 17         | 17         | 17     |
| Totale delle ore settimanali                            | 32        | 32        | 32         | 32         | 32     |

#### Istituto tecnico tecnologico
Per approfondire il quadro orario, si veda la pagina relativa agli istituti tecnici tecnologici.
| Discipline                                                             | I biennio | I biennio | II biennio | II biennio |        |
| Discipline                                                             | I anno    | II anno   | III anno   | IV anno    | V anno |
| ---------------------------------------------------------------------- | --------- | --------- | ---------- | ---------- | ------ |
| Lingua e letteratura italiana                                          | 4         | 4         | 4          | 4          | 4      |
| Lingua inglese                                                         | 3         | 3         | 3          | 3          | 3      |
| Seconda lingua comunitaria                                             | 3         | 3         | –          | –          | –      |
| Storia                                                                 | 2         | 2         | 2          | 2          | 2      |
| Geografia generale ed economica                                        | 1         | –         | –          | –          | –      |
| Matematica                                                             | 4         | 4         | 3          | 3          | 3      |
| Diritto ed economia                                                    | 2         | 2         | –          | –          | –      |
| Scienze integrate (scienze della terra e biologia)                     | 2         | 2         | –          | –          | –      |
| Scienze integrate (fisica)                                             | 3         | 3         | –          | –          | –      |
| Scienze integrate (chimica)                                            | 3         | 3         | –          | –          | –      |
| Tecnologie informatiche                                                | 3         | –         | –          | –          | –      |
| Tecnologie e tecniche di rappresentazione grafica                      | 3         | 3         | –          | –          | –      |
| Scienze e tecnologie applicate (in riferimento al successivo triennio) | –         | 3         | –          | –          | –      |
| Scienze motorie e sportive                                             | 2         | 2         | 2          | 2          | 2      |
| Religione cattolica o attività alternative                             | 1         | 1         | 1          | 1          | 1      |
| Insegnamenti di indirizzo dipendenti dall'articolazione                | –         | –         | 17         | 17         | 17     |
| Totale delle ore settimanali                                           | 33        | 32        | 32         | 32         | 32     |

### Tabella di corrispondenza tra ordinamento attuale (riforma Gelmini) e ordinamento previgente
| Ordinamento con la riforma Gelmini    | Ordinamento con la riforma Gelmini      | Ordinamento previgente la riforma Gelmini                               |
| ------------------------------------- | --------------------------------------- | ----------------------------------------------------------------------- |
| Istituto tecnico, settore economico   | Amministrazione, finanza e marketing    | Istituto tecnico commerciale                                            |
| Istituto tecnico, settore economico   | Amministrazione, finanza e marketing    | Istituto tecnico per periti aziendali e corrispondenti in lingue estere |
| Istituto tecnico, settore economico   | Amministrazione, finanza e marketing    | Istituto tecnico per le attività sociali                                |
| Istituto tecnico, settore economico   | Turismo                                 | Istituto tecnico per il turismo                                         |
| Istituto tecnico, settore tecnologico | Meccanica, meccatronica ed energia      | Istituto tecnico industriale                                            |
| Istituto tecnico, settore tecnologico | Trasporti e logistica                   | Istituto tecnico industriale                                            |
| Istituto tecnico, settore tecnologico | Trasporti e logistica                   | Istituto tecnico nautico                                                |
| Istituto tecnico, settore tecnologico | Trasporti e logistica                   | Istituto tecnico aeronautico                                            |
| Istituto tecnico, settore tecnologico | Elettronica ed elettrotecnica           | Istituto tecnico industriale                                            |
| Istituto tecnico, settore tecnologico | Informatica e telecomunicazioni         | Istituto tecnico industriale                                            |
| Istituto tecnico, settore tecnologico | Grafica e comunicazione                 | Istituto tecnico industriale                                            |
| Istituto tecnico, settore tecnologico | Chimica, materiali e biotecnologie      | Istituto tecnico industriale                                            |
| Istituto tecnico, settore tecnologico | Sistema moda                            | Istituto tecnico industriale                                            |
| Istituto tecnico, settore tecnologico | Agraria, agroalimentare e agroindustria | Istituto tecnico industriale                                            |
| Istituto tecnico, settore tecnologico | Agraria, agroalimentare e agroindustria | Istituto tecnico agrario                                                |
| Istituto tecnico, settore tecnologico | Costruzioni, ambiente e territorio      | Istituto tecnico industriale                                            |
| Istituto tecnico, settore tecnologico | Costruzioni, ambiente e territorio      | Istituto tecnico per geometri                                           |

## Storia e ordinamenti previgenti
Nella seconda metà dell'Ottocento in diverse città italiane fu istituito il regio istituto tecnico.

Con la legge 14 luglio 1912, n. 854, art. 3, nacquero le scuole di 3/a grado di carattere industriale: 
Formalmente vennero istituiti come istituti tecnici regi disciplinati con il regio decreto n.1054 del 6 maggio 1923. Comunque anche prima del regio decreto in Italia il primo istituto tecnico di cui si ha notizia storica certa è l'istituto tecnico industriale statale G e M. Montani di Fermo, fondato nel 1854. Seguiva poi il sito industriale di Terni, in cui nel 1860 veniva fondato il regio istituto tecnico industriale. La prima sperimentazione di istituto tecnico commerciale insieme alla sperimentazione di istituto informatico nacque nell'istituto tecnico commerciale Vincenzo Arangio Ruiz di Roma, fondato nel 1973.
Fino al 2010 l'istruzione tecnologica era suddivisa in diversi indirizzi di istituto tecnico, distinti sia dai licei che dagli istituti tecnici commerciali per il fatto di occuparsi di scienze naturali, scienze agrarie, edilizia e tecnologia. Le prime erano studiate in uno specifico indirizzo del liceo scientifico, appunto il liceo scientifico biologico, dedicato a studi di medicina, chimica e biologia. Le altre materie erano studiate nell'istituto tecnico industriale, nell'istituto tecnico nautico, nell'istituto tecnico aeronautico, nell'istituto tecnico agrario e nell'istituto tecnico per geometri.

### Indirizzi di studio del previgente ordinamento
I quadri orario qui sotto esposti fanno riferimento ad un ordinamento non più attivo.

#### Istituto tecnico aeronautico
L'istituto tecnico aeronautico si focalizzava sull'apprendimento di discipline aeronautiche. L'offerta formativa dell'istituto era suddivisa in biennio e triennio a indirizzo unico. Alla fine dei corsi, si otteneva il diploma di perito del trasporto aereo.
In Italia vi erano sei istituti tecnici aeronautici di Stato:
- Catania - I.T.AER. di Stato "Arturo Ferrarin";
- Forlì - I.T.AER. di Stato "Francesco Baracca";
- Roma - I.T.AER. di Stato "Francesco De Pinedo";
- Vercelli - I.T.AER. di Stato "Giulio Cesare Faccio";
- Bergamo - I.T.AER di Stato "Antonio Locatelli";
- Udine - I.T. AER di Stato "Arturo Malignani"

#### Istituto tecnico agrario
L'istituto tecnico agrario aveva durata di 5 anni nel caso dell'indirizzo generale e sperimentale, mentre l'indirizzo di viticoltura ed enologia una durata di 6 anni. Al termine del corso di studi, si otteneva il diploma di perito agrario, che dava accesso a tutte le facoltà universitarie oppure, effettuando due anni di praticantato e superando l'esame di Stato di abilitazione, era possibile iscriversi all'Albo dei periti agrari e svolgere la libera professione. Le materie oggetto di studio erano rivolte nel campo dell'agronomia, della zootecnica, della chimica, della biologia, dell'economia e della topografia.

#### Istituto tecnico commerciale
L'istituto tecnico commerciale approfondiva le materie sociali rivolte all'economia, all'amministrazione e le lingue straniere. Erano presenti diversi indirizzi:
- Ragioneria I.G.E.A. (indirizzo giuridico, economico e aziendale), il cui titolo di studio è ragioniere perito commerciale. La riforma Gelmini ha trasformato tale indirizzo in A.F.M. (Amministrazione, Finanza e Marketing)

| Discipline                     | Biennio | Biennio | Triennio | Triennio | Triennio |
| Discipline                     | I anno  | II anno | III anno | IV anno  | V anno   |
| ------------------------------ | ------- | ------- | -------- | -------- | -------- |
| Lingua e letteratura italiana  | 4       | 4       | 4        | 4        | 4        |
| Lingua inglese                 | 3       | 3       | 3        | 3        | 3        |
| Seconda lingua comunitaria     | 3       | 3       | 3        | 3        | 3        |
| Storia                         | 2       | 2       | 2        | 2        | 2        |
| Geografia economica            |         |         | 3        | 2        | 3        |
| Matematica                     | 5       | 5       | 4        | 4        | 3        |
| Informatica                    | 3       | 3       |          |          | –        |
| Fisica                         | 4       | –       | –        | –        | –        |
| Chimica                        | –       | 4       | –        | –        | –        |
| Scienze della Terra (biologia) | 3       | 3       | –        | –        | –        |
| Diritto ed economia            | 2       | 2       | –        | –        | –        |
| Economia aziendale             | 2       | 2       | 7        | 10       | 9        |
| Economia politica              | –       | –       | 3        | 2        | 3        |
| Diritto                        | –       | –       | 3        | 3        | 3        |
| Scienze motorie e sportive     | 2       | 2       | 2        | 2        | 2        |
| Religione cattolica            | 1       | 1       | 1        | 1        | 1        |
| Totale delle ore settimanali   | 34      | 34      | 35       | 36       | 36       |

- Indirizzo Sistemi Informatici Aziendali (S.I.A.) (triennio di specializzazione per programmatori), volto a fornire una preparazione economico-informatica, con i primi due anni in comune con l'I.G.E.A. Il titolo di studio era ragioniere perito commerciale e programmatore. La riforma Gelmini l'ha trasformato in S.I.A., Sistemi Informativi Aziendali.

| Discipline                                 | Biennio | Biennio | Triennio          | Triennio          | Triennio          |
| Discipline                                 | I anno  | II anno | III anno          | IV anno           | V anno            |
| ------------------------------------------ | ------- | ------- | ----------------- | ----------------- | ----------------- |
| Lingua e letteratura italiana              | 4       | 4       | 4                 | 4                 | 4                 |
| Lingua inglese                             | 3       | 3       | 3                 | 3                 | 3                 |
| Seconda lingua comunitaria                 | 3       | 3       | 3                 | –                 | –                 |
| Storia                                     | 2       | 2       | 2                 | 2                 | 2                 |
| Geografia economica                        | 3       | 3       | –                 | –                 | –                 |
| Matematica                                 | 4       | 4       | 3                 | 3                 | 3                 |
| Informatica (trattamento testi al biennio) | 2       | 2       | 4 (2 ore con ITP) | 5 (2 ore con ITP) | 5 (2 ore con ITP) |
| Fisica                                     | 2       | –       | –                 | –                 | –                 |
| Chimica                                    | –       | 2       | –                 | –                 | –                 |
| Scienze della Terra (biologia)             | 2       | 2       | –                 | –                 | –                 |
| Diritto ed economia                        | 2       | 2       | –                 | –                 | –                 |
| Economia aziendale                         | 2       | 2       | 4 (1 ora con ITP) | 7 (1 ora con ITP) | 7 (1 ora con ITP) |
| Economia politica                          | –       | –       | 3                 | 2                 | 3                 |
| Diritto                                    | –       | –       | 3                 | 3                 | 2                 |
| Educazione fisica                          | 2       | 2       | 2                 | 2                 | 2                 |
| Religione cattolica                        | 1       | 1       | 1                 | 1                 | 1                 |
| Totale delle ore settimanali               | 32      | 32      | 32                | 32                | 32                |

- Attività gestionali, indirizzo amministrazione e controllo, il cui profilo era quello dell'esperto in problemi di economia aziendale, in strategie aziendali e in gestione economico finanziaria.
- Attività gestionali, indirizzo comunicazione e marketing, focalizzato in strategie di marketing e della comunicazione.
- P.A.C.L.E – E.R.I.C.A. (Perito aziendale corrispondente lingue estere – Educazione alla relazione interculturale della comunicazione aziendale), con la riforma Gelmini è diventati R.I.M. (Relazioni Internazionali Marketing) che prevede lo studio di tre lingue straniere ed economia aziendale come materie di indirizzo e il cui titolo di studio è perito aziendale corrispondente lingue estere.
- P.A.C.L.E – P.N.I. (Perito aziendale corrispondente lingue estere – Piano nazionale informatica), che prevede lo studio di sole due lingue straniere e un approfondimento di trattamento testi e dati anche nel triennio.

#### Istituto tecnico industriale
L'istituto tecnico industriale comprendeva indirizzi di elettronica, elettrotecnica, automazione, meccanica, costruzioni aeronautiche e navali, informatica, telecomunicazioni, chimica industriale, scienza alimentare, edilizia, abbigliamento e moda. Tutti gli indirizzi conferivano il diploma di perito industriale, che permetteva sia lo svolgimento di una libera professione che l'accesso all'università.

#### Istituto tecnico nautico
L'Istituto tecnico nautico (I.T.N.) si specializzava nelle scienze marittime e navali, ed era suddiviso in un biennio propedeutico più un triennio di specializzazione: capitani, macchinisti e costruttori. Al termine del corso di studi si conseguiva il diploma di maturità tecnica nautica e più precisamente quello di allievo aspirante capitano di lungo corso o allievo aspirante alla direzione di macchine e motori marini oppure costruttore navale. Tutti gli indirizzi consentivano l'accesso a qualunque facoltà universitaria.

#### Istituto tecnico per attività sociali
L'istituto tecnico per attività sociali (ITAS) è stato un istituto di istruzione tecnica con indirizzi generali e specializzati dedicati alla preparazione professionale di personale dirigente e tecnico destinato a operare nel settore economico professionale dei servizi socio-sanitari e educativi alla persona e alle comunità. Gli istituti tecnici per attività sociale sono posti a esaurimento nel 2010 a seguito della riforma Gelmini, cessando definitivamente nel 2015, mentre nell'ambito del riordino degli istituti tecnici sono confluiti per lo più negli istituti tecnici del settore economico con indirizzo di studio in amministrazione, finanza e marketing, che però non avrebbe continuato l'offerta formativa a carattere socio-sanitaria-educativa oppure negli istituti tecnici del settore tecnologico con indirizzo di studio in biotecnologie sanitarie.

#### Istituto tecnico per geometri
- L'istituto tecnico per geometri era rivolto al campo dell'edilizia, dell'estimo, del diritto, dell'economia e della topografia. Al termine del corso di studi si otteneva il diploma di Perito geometra che dava accesso a tutte le facoltà universitarie oppure, effettuando due anni di praticantato certificato semestralmente e superando l'esame di Stato di abilitazione, era possibile iscriversi all'Albo dei geometri presente nella provincia di riferimento e svolgere la libera professione. Dal 2019 sono terminate le materie sperimentali e sono state introdotte materie definitive.

Quadro orario
| Discipline                    | 1° Biennio | 1° Biennio | 2° Biennio | 2° Biennio | V anno |
| Discipline                    | I anno     | II anno    | III anno   | IV anno    | V anno |
| ----------------------------- | ---------- | ---------- | ---------- | ---------- | ------ |
| Lingua e letteratura italiana | 5          | 5          | 3          | 3          | 3      |
| Lingua inglese                | 3          | 3          | 2          | 2          | 2      |
| Storia                        | 2          | 2          | 2          | 2          | 2      |
| Matematica                    | 5          | 4          | 4          | 3          | -      |
| Informatica                   | 2          | 2          | 1          | 1          | -      |
| Fisica                        | 2          | 2          | 3          | -          | -      |
| Chimica                       | 2          | 3          | 2          | -          | -      |
| Geografia                     | 2          | 2          | -          | -          | -      |
| Diritto                       | -          | -          | -          | 2          | 3      |
| Disegno tecnico               | 4          | 4          | -          | -          | -      |
| Costruzioni                   | -          | -          | 6          | 8          | 10     |
| Tecnologia rurale             | -          | -          | 3          | -          | -      |
| Economia                      | -          | -          | 3          | 2          | -      |
| Estimo                        | -          | -          | -          | 2          | 5      |
| Topografia                    | -          | -          | 4          | 7          | 7      |
| Educazione fisica             | 2          | 2          | 2          | 2          | 2      |
| Religione cattolica           | 1          | 1          | 1          | 1          | 1      |
| Totale delle ore settimanali  | 32         | 32         | 36         | 35         | 35     |

- Attività gestionali, indirizzo Edile territoriale

Quadro orario
| Discipline                    | 1° Biennio | 1° Biennio | 2° Biennio | 2° Biennio | V anno |
| Discipline                    | I anno     | II anno    | III anno   | IV anno    | V anno |
| ----------------------------- | ---------- | ---------- | ---------- | ---------- | ------ |
| Lingua e letteratura italiana | 3          | 3          | 4          | 4          | 4      |
| Lingua inglese                | 2          | 3          | 3          | 3          | 3      |
| Storia                        | 2          | 2          | 2          | 2          | 2      |
| Matematica                    | 4          | 4          | 4          | 3          | 3      |
| Informatica                   | 2          | 2          | -          | -          | -      |
| Fisica                        | 3          | 3          | -          | -          | -      |
| Chimica                       | 3          | 3          | -          | -          | -      |
| Geografia                     | 2          | 2          | -          | -          | -      |
| Diritto                       | 2          | 2          | 3          | 3          | -      |
| Disegno tecnico               | 3          | 3          | -          | -          | -      |
| scienze naturali              | 2          | 2          | -          | -          | -      |
| Costruzioni                   | -          | -          | 4          | 3          | 3      |
| Impianti                      | -          | -          | -          | 3          | 3      |
| Estimo                        | -          | -          | 4          | 2          | 4      |
| Topografia                    | -          | -          | 3          | 4          | 4      |
| Educazione fisica             | 2          | 2          | 2          | 2          | 2      |
| Religione cattolica           | 1          | 1          | 1          | 1          | 1      |
| Totale delle ore settimanali  | 33         | 33         | 33         | 33         | 33     |

#### Istituto tecnico per il turismo
L'istituto tecnico per il turismo prevedeva lo studio delle lingue straniere da un punto di vista economico-turistico (piuttosto che quello letterario-culturale del liceo linguistico) e delle discipline collegate con gli aspetti fiscali e finanziari delle imprese turistiche come diritto, economia aziendale, arte e territorio e geografia del turismo. La riforma Gelmini ha mantenuto tale indirizzo.

#### Liceo commerciale marketing
Esisteva, inoltre, un indirizzo a carattere liceale che, dopo la riforma Gelmini, è stato convertito in istituto tecnico economico chiamato R.I.M. Relazioni Internazionali per il Marketing.